# 西门暗沙
西门暗沙位于南中国海中沙群岛西北部，东北与本固暗沙相距1.6海里，西南与华夏暗沙相距5.4海里。整个暗沙全部在海面以下，等深线20米以上面积约3平方公里。1947年和1983年公布名称均为“西门暗沙”。